# Prokura
Prokura är en typ av bolagsrättslig fullmakt vilken får utfärdas av näringsidkare. Det är inte tillåtet att utfärda prokurafullmakt i ett aktiebolag. I aktiebolag kan i stället en generalfullmakt utfärdas. En sådan fullmakt ger emellertid inte fullmäktigen samma behörighet som styrelsen utan är mer begränsad till sitt omfång.
I 1 § prokuralagen (1974:158) framgår att prokuristen (fullmäktigen) har rätt att företräda huvudmannen i allt som rör huvudmannens näringsverksamhet med undantag för överlåtelse av huvudmannens fastigheter. Det ställs i samma paragraf krav på att en näringsidkare utfärdat fullmakten. Med näringsidkare i detta sammanhang förstås personbolagen vilka drivs av fysiska personer, exempelvis handelsbolag där den eller de som driver bolaget kan hållas personligt betalningsansvariga för bolagets skulder.